# Welden (Belgique)
Pour les articles homonymes, voir Welden.

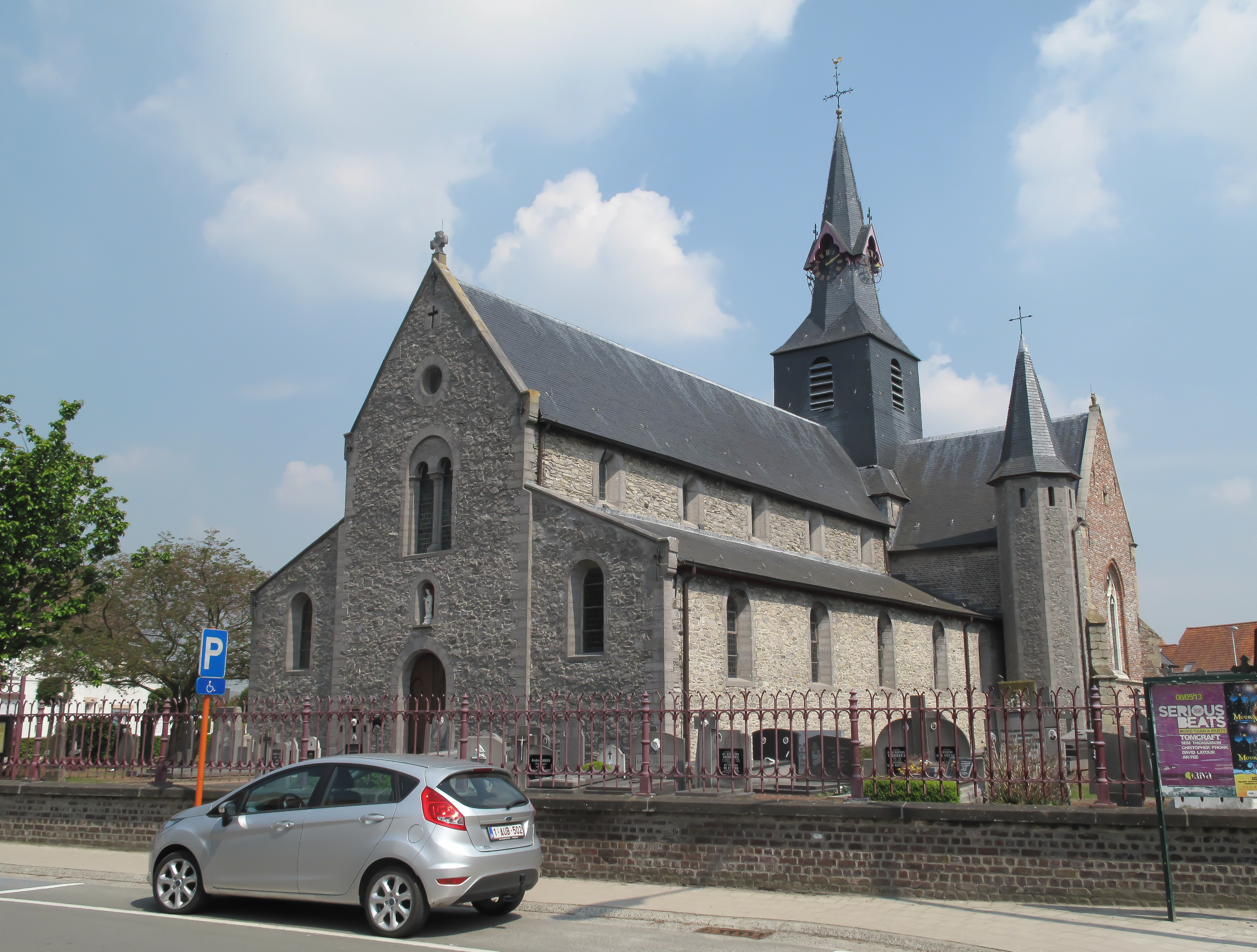
Welden, église: de Sint Martinuskerk

Welden est une section de la ville belge d'Audenarde située en Région flamande dans la province de Flandre-Orientale. C'était une commune à part entière avant la fusion des communes de 1971.

## Toponymie
Wenlines (1110), UUellinis (1115), Wenlin (1110-31), Wenlinis (1148), Uenlin (1150), UUilline (1154-55), Wenline (1155), VUenlina (1156), Wellina (1176), Wellin (1182), Welline (1221)

## Démographie

### Évolution démographique
- Sources : INS, Rem. : 1831 jusqu'en 1961 = recensements[2].